# Тур Саравака
Тур Саравака (англ. Tour of Sarawak) — не состоявшаяся шоссейная многодневная велогонка, проведение которой планировалось в начале 2016 года по дорогам малайзийского штата Саравак.

## История
В начале июля 2015 года было объявлено о создании новой гонки "Тур Саравака". Она была сразу включена в календарь UCI Asia Tour под категорией 2.2. Проведение гонки должно было состояться в середине января 2016 года, а сама она стать первой официальной велогонкой на Борнео.
Позднее начался перенос времени проведения гонки сначала на конец февраля, а затем на середину марта.
За два дня до начала гонки, 14 марта, начались поступать сообщения что с организацией гонки возникли проблемы. На тот момент участвовавшие команды уже прибыли к месту проведения гонки, но места в гостиницах оказались не оплаченными или уже отменёнными. Тогда как официальные лица гонки застряли в аэропортах по всей Малайзии с неоплаченными билетами. Была предпринята попытка сократить маршрут гонки. Менее чем за 24 часа до старта гонки было объявлено, что она отменяется.
Гонка должна была пройти по маршруту Мири — Бинтулу — Сибу — Сарикей — Бетонг — Сри Аман — Сериан — Сематан — Кучинг, а протяжённость дистанции составить чуть боле 750 километров. В ней планировалось участи 23 команд. На гонке должны были определяться победители в следующих классификациях, награждаемые майками:
- — генеральная
- — очковая
- — горная
- или  — лучший малайзийский гонщик

## Призёры
| Год | Победитель | Второй | Третий |
| --- | ---------- | ------ | ------ |